# Thyrsosalacia
Thyrsosalacia es un género de plantas con flores, con cinco especies pertenecientes a la familia Celastraceae.

## Taxonomía
El género fue descrito por  Ludwig Eduard Theodor Loesener y publicado en Repert. Spec. Nov. Regni Veg. 49: 229. 1940. La especie tipo es: Thyrsosalacia nematobrachion

## Especies seleccionadas
- Thyrsosalacia longipes
- Thyrsosalacia nematobrachion
- Thyrsosalacia pararacemosa
- Thyrsosalacia racemosa
- Thyrsosalacia viciflora